# Jean-Patrick Lescarboura
Jean-Patrick Lescarboura (Monein, 19 de enero de 1961) es un exjugador francés de rugby que se desempeñaba como apertura.

## Carrera
Debutó en la primera del Union Sportive Dacquoise en 1980 y jugó en él hasta su retiro en 1990. Una serie de lesiones marcó su carrera; le impidieron regularidad en la selección nacional, lo privaron de disputar Copa Mundial de Rugby de 1987 y finalmente lo obligaron a retirarse con solo 30 años.
Como jugador estrella tuvo el honor de ser convocado regularmente a los Barbarians franceses, tanto es así que en 1993 ya con tres años de retiro, fue seleccionado nuevamente al combinado.
Es considerado uno de los mejores pateadores de su generación y en la actualidad posee el récord de más drops anotados con su selección y por lo tanto integra la lista de los máximos anotadores de drops en test matches.

## Selección nacional
Fue convocado a Les Bleus por primera vez en febrero de 1982 para enfrentar a los Dragones rojos y disputó su último partido en mayo de 1990 ante Stejarii. En total jugó 28 partidos y marcó 200 puntos.

## Palmarés
- Campeón de la Copa de Francia de Rugby de 1982.